# Троян (ім'я)
Троян  — давнє праслов'янське ім'я, утворене від дієслова троїти, примножувати; досі зустрічається як розмовне в хорватській мові у вигляді Troja.
Ім'я є основою для прізвищ Троян, топонімів Трояни, Троянів, Троянівка тощо, котрі поширені в Україні та центрально-східній Європі.